# Walter Hartmann (Fußballspieler)
Walter Hartmann (* 8. September 1925) war Fußballspieler im westsächsischen Lauter. Mit der BSG Empor Lauter spielte er von 1952 bis 1954 in der DDR-Oberliga, der höchsten Spielklasse im DDR-Fußball.

## Sportliche Laufbahn
Als die SG Lauter 1950 sächsischer Fußballvizemeister wurde, war Hartmann ebenso dabei, wie bei der ersten Saison der zweitklassigen DDR-Liga, die zur Saison 1950/51 den Betrieb aufnahm, in der SG-Nachfolger BSG Freiheit Wismut Lauter zu den Gründungsmannschaften gehörte. Als die Lauterer, inzwischen in BSG Empor umbenannt, ein Jahr später in die Oberliga aufstiegen, war Hartmann in 15 der 22 Meisterschaftsspiele als Mittelstürmer bzw. halblinker Angreifer mit sechs Toren beteiligt gewesen. Auch in allen vier Endspielen um die Ligameisterschaft gegen die BSG Motor Jena (1:0, 1:5, 0:0 n. V., 3:0) wirkte Hartmann mit. 
In der ersten Oberligasaison der BSG Empor Lauter spielte Hartmann unter dem neuen Trainer Walter Fritzsch nur eine untergeordnete Rolle. In den 32 Punktspielen kam er nur in acht Begegnungen zum Einsatz. Nachdem Lauter ohne Schwierigkeiten den Klassenerhalt erreicht hatte, übernahm zur Spielzeit 1953/54 Heinz Pönert als Trainer die Mannschaft, und auch er setzte nicht mehr auf den inzwischen 28-jährigen Hartmann. Nach einer Einwechslung im zweiten Meisterschaftsspiel kam Hartmann nur noch am letzten Spieltag als Mittelfeldspieler zum Einsatz. Danach war seine Oberligalaufbahn nach zehn Punktspieleinsätzen und einem Torerfolg beendet. Über weitere Spiele im höherklassigen Fußball ist nichts bekannt. 